# Georges Cain
Pour les articles homonymes, voir Cain (homonymie).
Georges Jules Auguste Cain né le 16 avril 1853 à Paris et mort dans la même ville le 4 mars 1919 est un peintre, illustrateur et écrivain français.
Il a été conservateur du musée Carnavalet de 1897 à 1919.
Il a puisé son inspiration dans l'histoire de Paris, de ses théâtres et de ses monuments.

## Biographie
Fils du sculpteur animalier Auguste Cain (1821-1894), Georges Cain est élève des peintres Alexandre Cabanel et Jean-Georges Vibert, mais il reste très influencé par son troisième maître Édouard Detaille (1848-1912).
Il débute au Salon de 1878 avec sa toile Fumeur de l'époque Louis XV. Ses œuvres, principalement consacrées à des scènes de genre, des scènes historiques et militaires, sont régulièrement exposées au Salon jusqu'en 1900.
Illustrateur du Barbier de Séville de Beaumarchais et de nombreux ouvrages d'Honoré de Balzac : La Cousine Bette, Un début dans la vie, La Bourse, il a aussi rédigé de nombreux ouvrages sur le Paris d'autrefois :
- Guide explicatif du musée Carnavalet (Librairie centrale des Beaux-Arts, 1903),
- Coins de Paris (Flammarion, 1905),
- Croquis du Vieux Paris (Louis Conard, 1905),
- Promenades dans Paris (Flammarion, 1906),
- Anciens théâtres de Paris : Le boulevard du Temple, les théâtres du boulevard (Charpentier et Fasquelle, 1906),
- Nouvelles Promenades dans Paris (Flammarion, 1908),
- La Place Vendôme (Devambez, 1908),
- À travers Paris (Flammarion, 1909),
- Les Pierres de Paris (Flammarion, 1910),
- Environs de Paris (Flammarion, 1911-1913, 2 vol.),
- Le Long des rues (Flammarion, 1912),
- Tableaux de Paris (Flammarion, 1921).

Il est conservateur du musée Carnavalet à Paris de 1897 à 1914.
Ses œuvres sont conservées à Bayeux au musée Baron Gérard, à Amiens au musée de Picardie, et à Paris au musée Carnavalet.
Le square Georges-Cain à Paris, voisin du musée Carnavalet, au niveau du 8, rue Payenne, dans le quartier du Marais du 3e arrondissement, porte son nom en sa mémoire.

## Filmographie partielle

### Comme scénariste
- 1910 : L'Évadé des Tuileries (ou Une Journée de la Révolution) d'Albert Capellani

### Galerie

Œuvres de Georges Cain
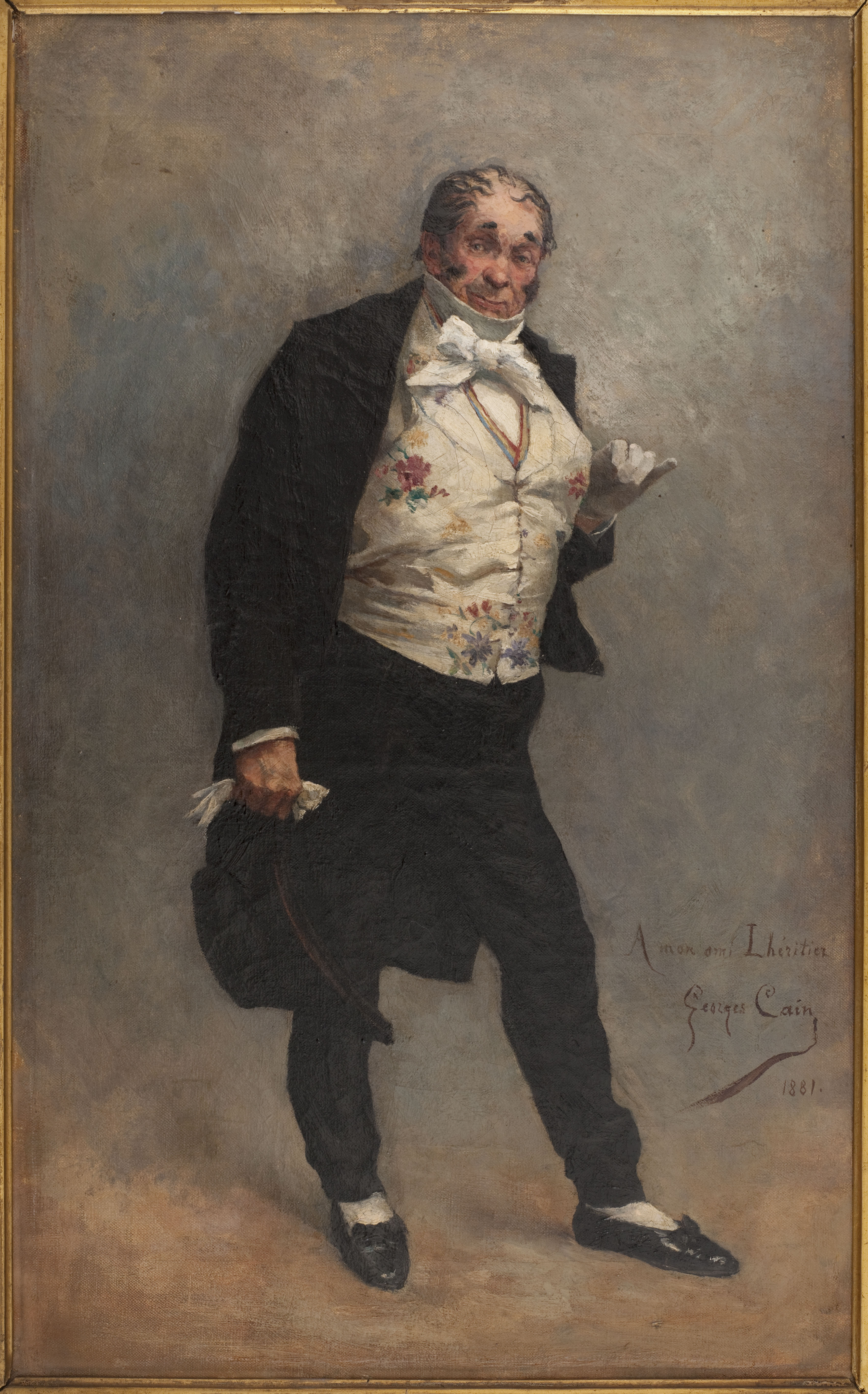
Portrait de Lhéritier (Romain Thomas, dit), acteur (1809-1885) dans le rôle de Cordenbois de “La Cagnotte” de Labiche (1881), Paris, musée Carnavalet.
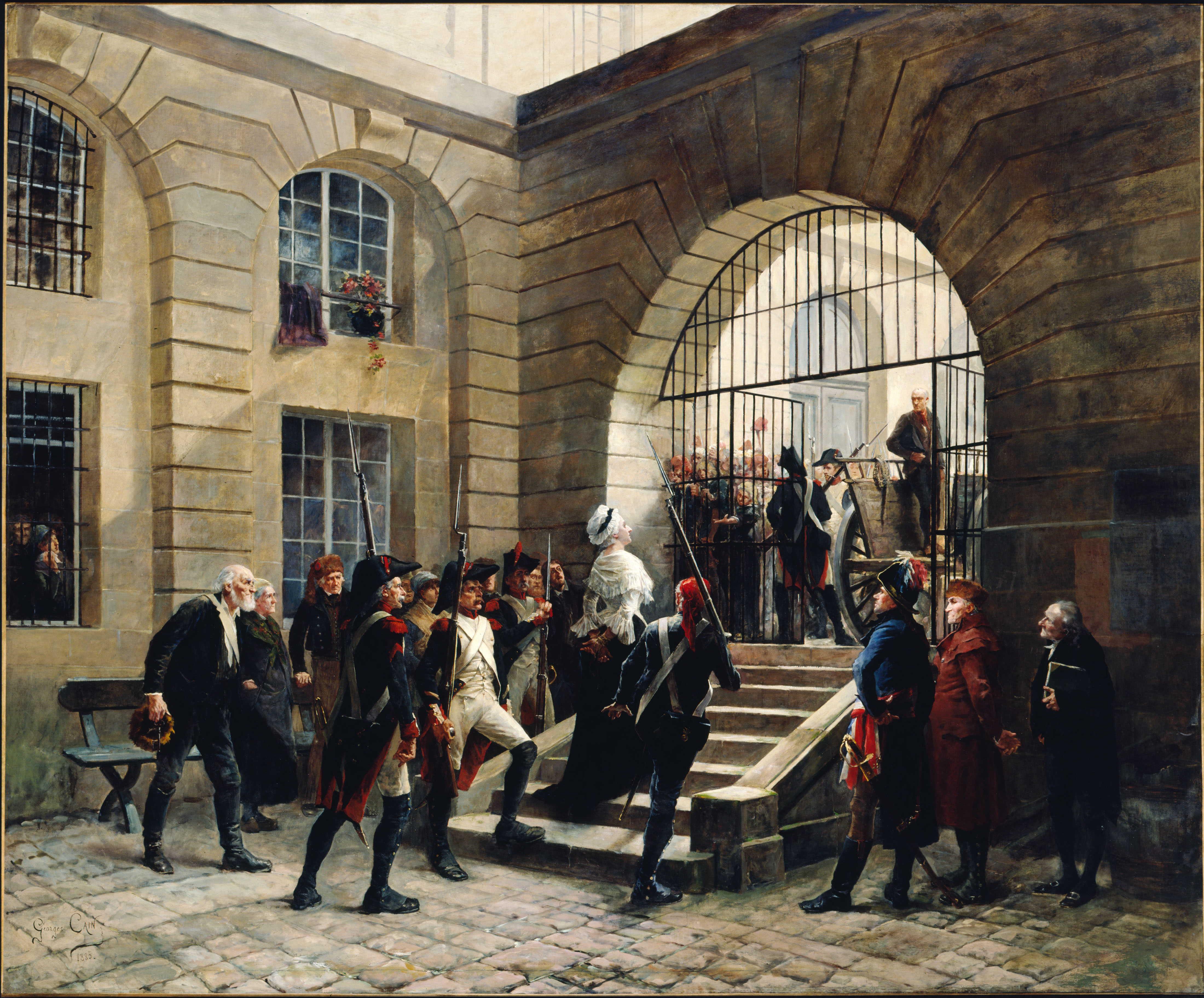
Marie-Antoinette sortant de la Conciergerie, le 16 octobre 1793 (1885), Paris, musée Carnavalet.
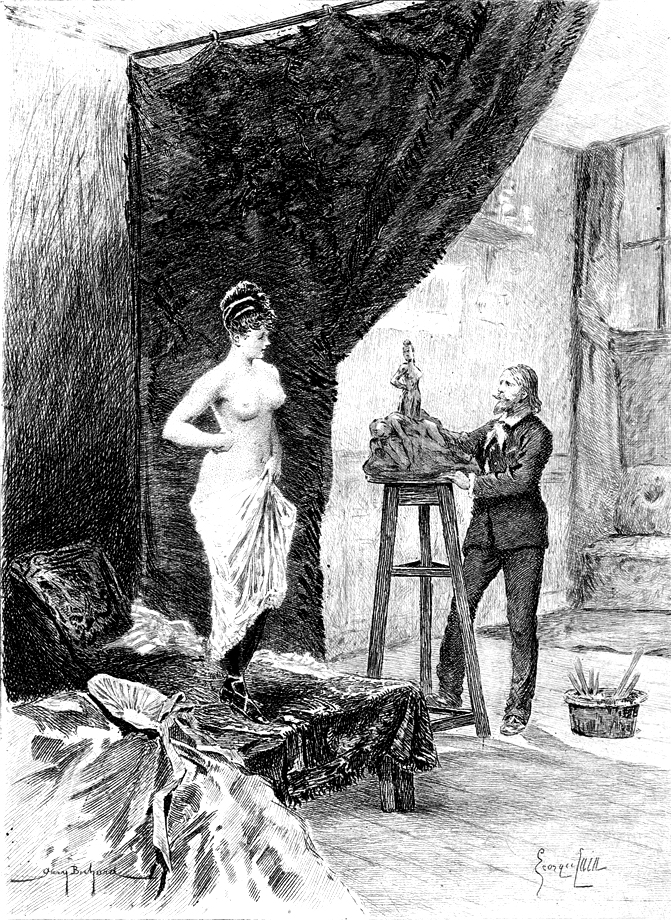
Bois gravé d'après Georges Cain pour La Bourse d'Honoré de Balzac (1897).